# Бруггер, Хейзел

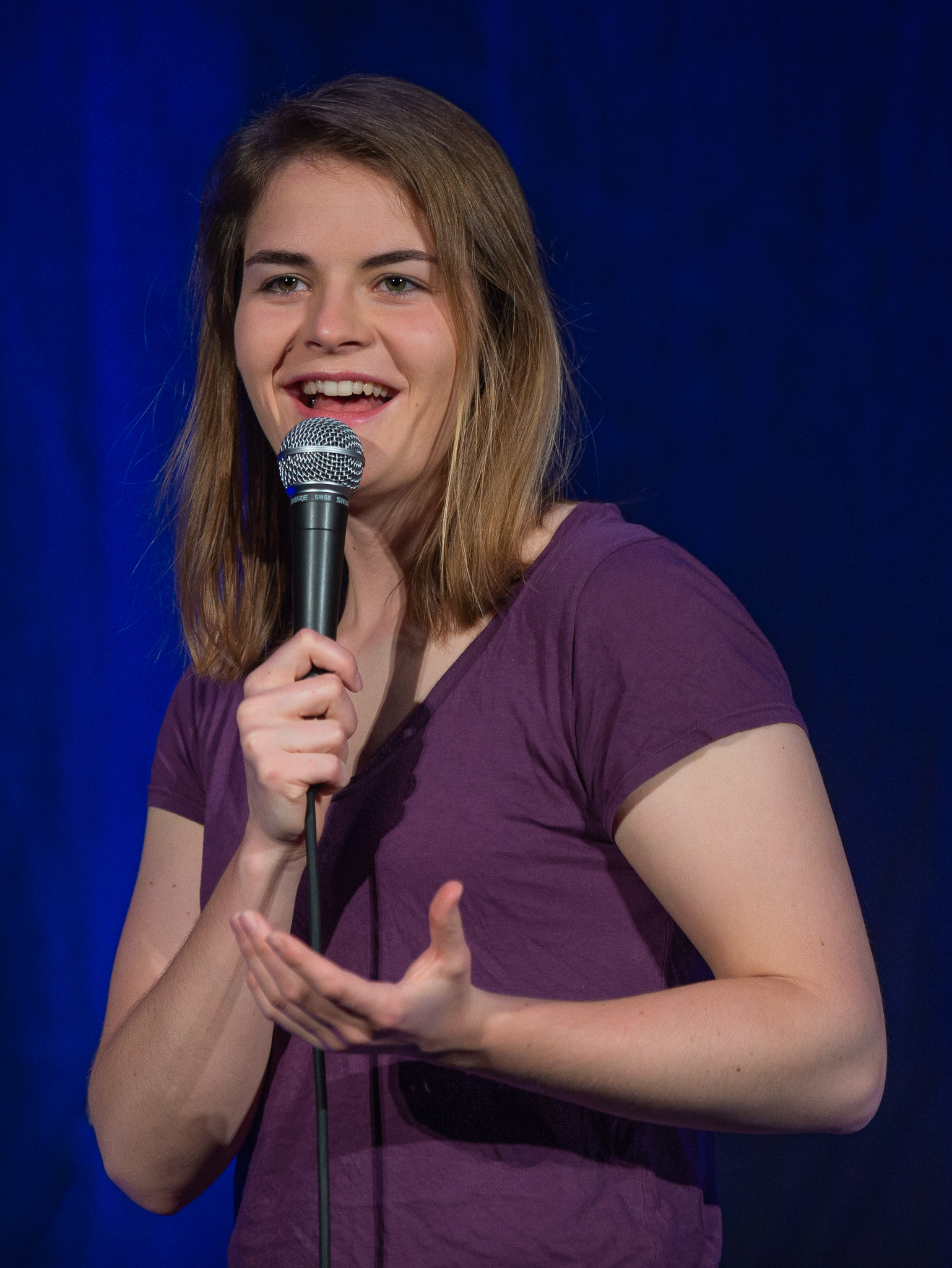
Бруггер в 2018 году

Эллисон Хейзел Брюггер (нем. Allison Hazel Brugger; род. 9 декабря 1993, Сан-Диего, Калифорния) — немецкая и швейцарская поэтесса, комик, артистка кабаре и телеведущая.

## Биография
Родилась 9 декабря 1993 года в Сан-Диего (Калифорния). Отец — швейцарский нейропсихолог Петер Брюггер; а мать — учитель английского языка, родом из Кёльна (Германия).
Кроме неё в семье были два старших брата. Эллисон выросла в Дильсдорфе, недалеко от Цюриха. После окончания учёбы в Бюлахе она изучала философию и литературу в Цюрихском университете, но в обучение не завершила. Когда ей было 17 лет, она начала карьеру поэта в Винтертуре.
С 2013 по 2014 год Брюггер была колумнистом газет Hochparterre и TagesWoche, а с 2014 по 2017 год вела колонку в ежедневной газете Das Magazin. В 2015 году в Театре на Ноймаркте запустила собственное ток-шоу «Хейзел Брюггер показывает и рассказывает», которое проводилось раз в два месяца. 9 октября 2013 года она выступила на четвёртом поэтическом чемпионате по слэму в Берне. В ноябре 2015 года запустила программу кабаре «Hazel Brugger passiert».
С 2016 года она является корреспондентом немецкого политического сатирического шоу heute-show на канале ZDF. 26 апреля того же года она впервые появилась в качестве гостя в другом сатирическом шоу ZDF «Die Anstalt» (Психиатрическая больница).
В 2017 году она выиграла премию Salzburger Stier, присуждаемую артистам кабаре.
В феврале 2019 года начала гастролировать с сольной программой «Tropical» по Германии, Австрии и Швейцарии со своей второй сольной программой, которая вышла на Netflix 2 декабря 2020 года.
В 2019 году Брюггер запустила на YouTube шоу Deutschland Was Geht («Как дела, Германия?»), которую она ведёт совместно со своим супругом.
В мае 2025 года Брюггер стала одной из ведущих конкурса песни «Евровидение-2025», который проходил в Базеле, Швейцария.

## Личная жизнь
Брюггер живёт в Кельне с 2016 года. С 2020 года замужем за Томасом Шпицером. Пара воспитывает двух дочерей.

## Книги
- Ich bin so hübsch. Kein & Aber, Zürich 2016, ISBN 978-3-0369-5936-8.
- Hazel Brugger, Thomas Spitzer (соавторы), Jannes Weber (иллюстрации): Deutschland Was Geht – Das Wimmelbuch. Diogenes, Zürich 2021, ISBN 978-3-257-01294-1.